# Ewangelicki Kościół Unijny w Polsce

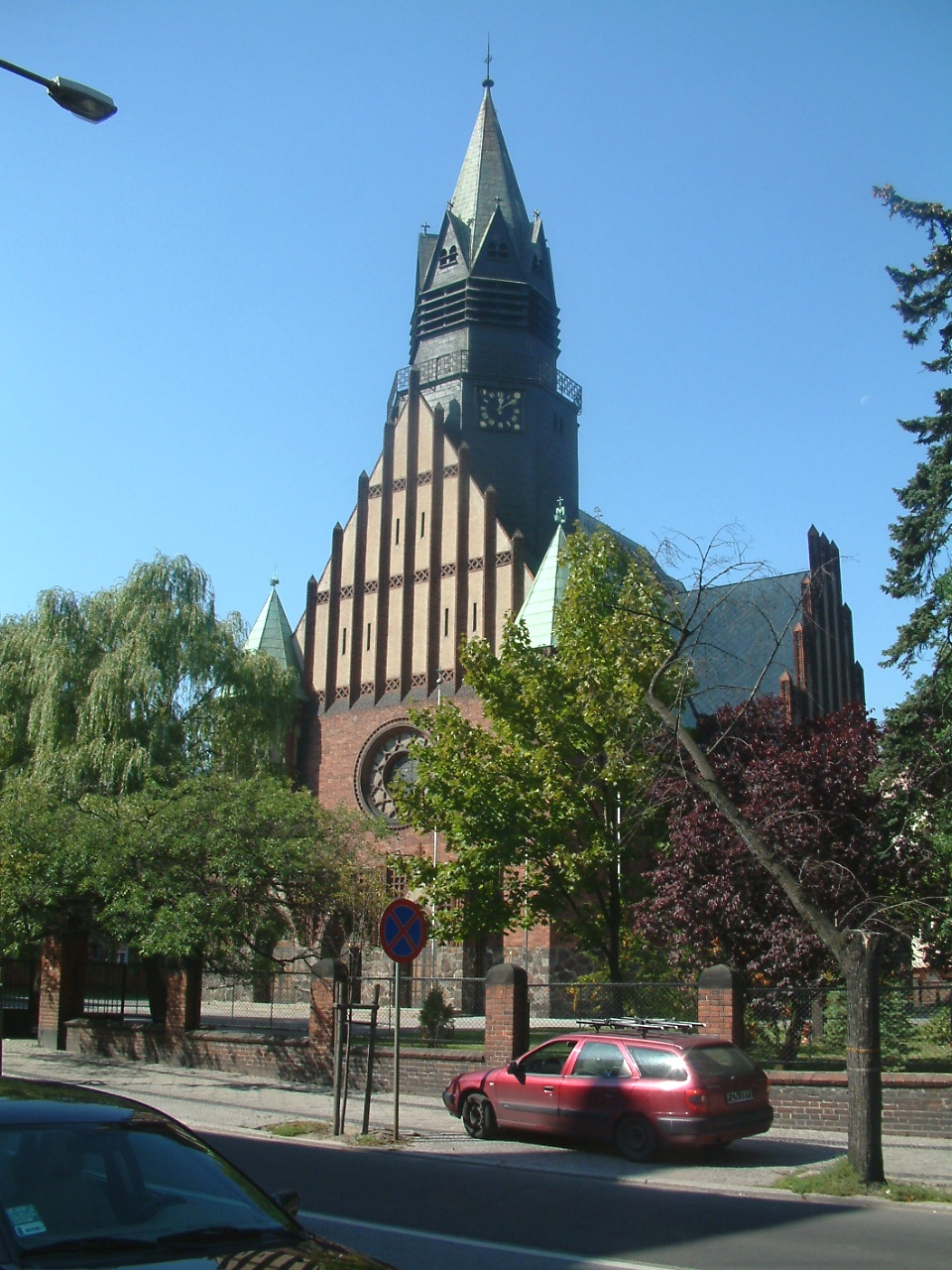
Dawny ewangelicki kościół Chrystusa w Poznaniu, obecnie katolicki kościół św. Anny

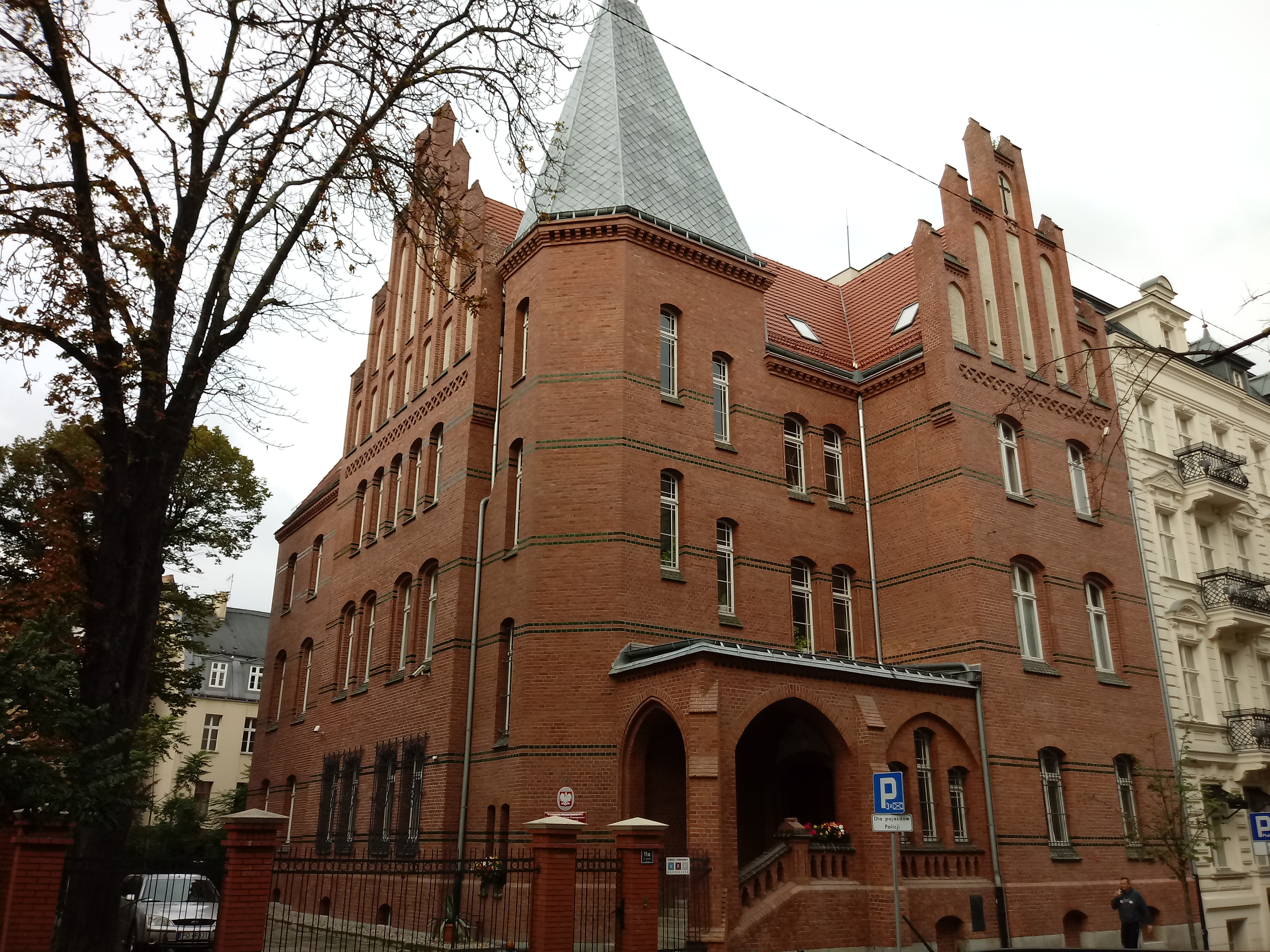
Gmach konsystorza Ewangelickiego Kościoła Unijnego w Poznaniu przy ul. Młyńskiej 11a

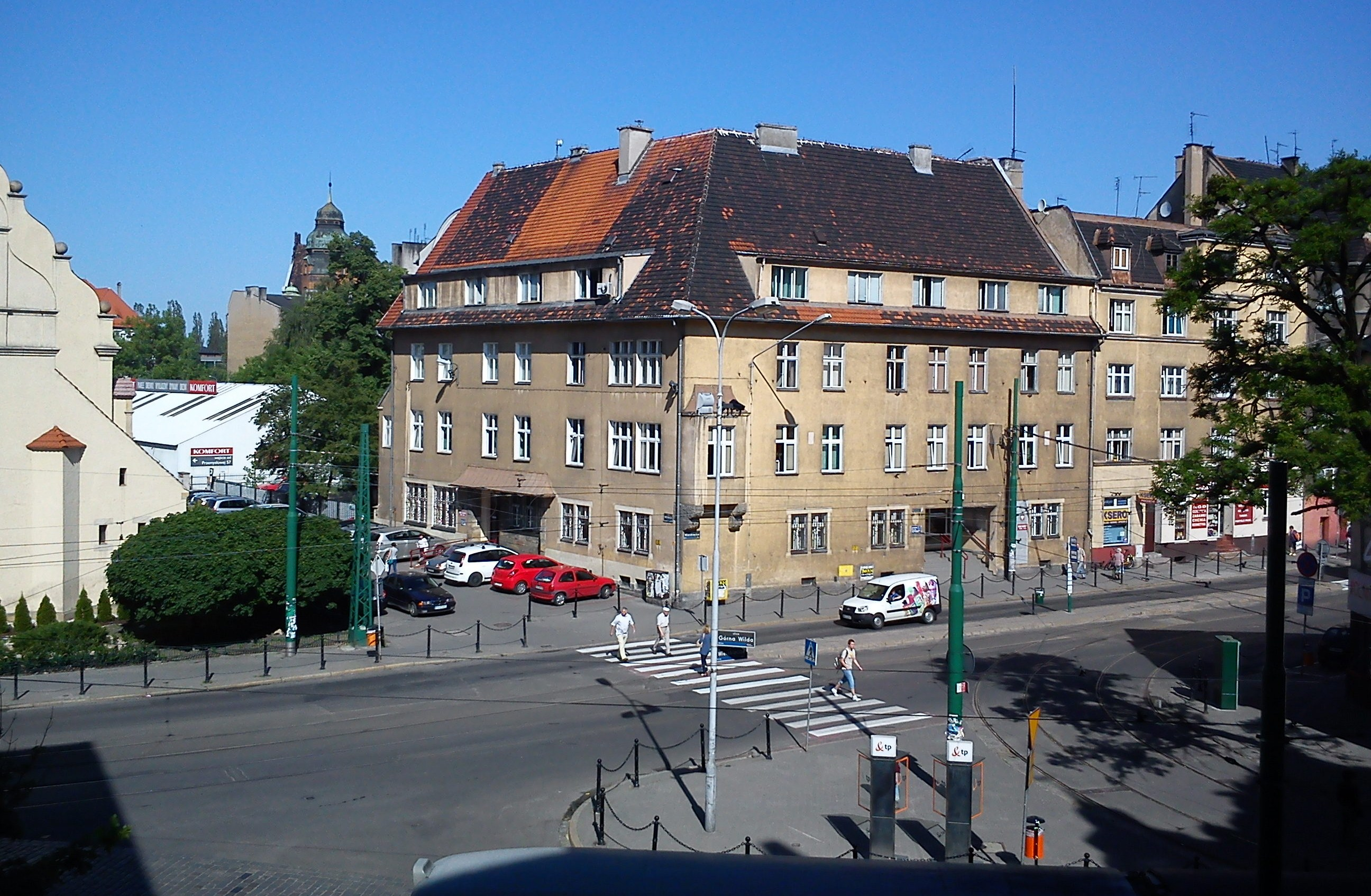
Siedziba Ewangelickiego Seminarium Kaznodziejskiego w Poznaniu przy ul. Wierzbięcice 45

Ewangelicki Kościół Unijny w Polsce (niem. Unierte Evangelische Kirche in Polen), zwany potocznie Kościołem Ewangelicko-Unijnym w Polsce – ewangelicko-unijny związek religijny istniejący w okresie II Rzeczypospolitej na terenie Wielkopolski i Pomorza, powstały z parafii Ewangelickiego Kościoła Unii Staropruskiej, które znalazły się po I wojnie światowej na terenie państwa polskiego. Był on odrębnym bytem prawnym w stosunku do Ewangelickiego Kościoła Unijnego na polskim Górnym Śląsku oraz Kościoła Ewangelicko-Luterskiego w Polsce Zachodniej. W 1934 liczył 293 346 wiernych. Jego naczelna władza wykonawcza (konsystorz) miała siedzibę w Poznaniu w budynku przy ul. Młyńskiej 11a. Jego zwierzchnikiem (superintendentem generalnym) był w całym okresie istnienia Kościoła pastor Paul Blau. Kościół pod względem narodowościowym miał charakter niemiecki, z niewielką mniejszością polskojęzyczną w okolicach Działdowa i Ostrzeszowa. Na przestrzeni całej jego historii między Kościołem a władzami II Rzeczypospolitej występowały napięcia natury politycznej.

## Historia
Dekret gabinetowy Króla Pruskiego z dnia 27 września 1817 r. o unii Kościołów Ewangelicko-Luterskiego i Ewangelicko-Reformowanego utworzył jeden Ewangelicki Kościół Unii Staropruskiej. Część tego Kościoła, która po wejściu w życie po wejściu w życie traktatu wersalskiego znalazła się na terytorium państwa polskiego stała się odrębnym związkiem religijnym. Jednak wspólnota ta przez cały okres międzywojenny podkreślała swe związki z macierzystym Kościołem w Rzeszy („Mutterkirche”), co stanowiło jeden z głównych powodów zadrażnień w stosunkach z władzami państwa polskiego.
Po zakończeniu II wojny światowej na mocy ustawy z dnia 4 lipca 1947 r. w sprawie zmiany dekretu Prezydenta Rzeczypospolitej z dnia 25 listopada 1936 r. o stosunku Państwa do Kościoła Ewangelicko-Augsburskiego w Rzeczypospolitej Polskiej parafie Kościoła Ewangelicko-Unijnego zostały włączone do Kościoła Ewangelicko-Augsburskiego w RP.

## Sytuacja prawna
Pierwszym polskim aktem prawnym regulującym położenie prawne Kościoła było rozporządzenie Ministerstwa b. dzielnicy pruskiej z dnia 3 lipca 1920 r. w sprawie Zjednoczonego Kościoła Ewangelickiego w byłej dzielnicy pruskiej (Dz.Urz. Ministerstwa b. dzielnicy pruskiej z dnia 15 lipca 1920 r., Nr 35). Stanowiło ono reakcję na uznaną przez władze polskie za bezprawną autonomicznie uchwaloną w Kościele regulację pn. Notverfassung fűr die unierte evangelische Kirche in Polen. Aktem zasadniczo reformującym proces wyborczy w Kościele i układ władz kościelnych było rozporządzenie Prezydenta Rzeczypospolitej z dnia 6 marca 1928 r. o zwołaniu Synodu Nadzwyczajnego Ewangelickiego Kościoła Unijnego w Polsce. Kościół posiadał status uznanego związku religijnego i miał charakter osoby prawnej prawa publicznego.

## Ustrój Kościoła
Najwyższą władzą Kościoła był synod. W 1920 składał on się z delegatów podstawowych jednostek organizacyjnych Kościoła, czyli gmin kościelnych (parafii, zborów), ośmiu delegatów z nominacji konsystorza (naczelnej władzy wykonawczej Kościoła) oraz przedstawiciela wydziału teologii ewangelickiej uniwersytetu we Wrocławiu. Bieżącymi sprawami Kościoła jako całości kierował Konsystorz z siedzibą w Poznaniu. Na czele Kościoła stał superintendent generalny. Funkcję tę pełnił pastor Paul Blau.

## Parafie i superintendentury
Gminy kościelne (zbory, parafie) jako podstawowe jednostki organizacyjne Kościoła skupione były w superintendenturach (okręgach kościelnych), kierowanych przez superintendentów. W 1927 istniało 405 zborów. W 1937 istniało 27 superintendentur. Były to:
- Superintendentura Międzychód-Szamotuły (19 gmin kościelnych)
- Superintendentura Bojanowo-Krotoszyn (19 gmin kościelnych)
- Superintendentura Leszno (14 gmin kościelnych)
- Superintendentura Oborniki-Chodzież (16 gmin kościelnych)
- Superintendentura Poznań (23 gminy kościelne)
- Superintendentura Poznań II (7 gmin kościelnych)
- Superintendentura Ostrzeszów (21 gmin kościelnych)
- Superintendentura Śrem (13 gmin kościelnych)
- Superintendentura Wolsztyn-Nowy Tomyśl (18 gmin kościelnych)
- Superintendentura Bydgoszcz (13 gmin kościelnych)
- Superintendentura Bydgoszcz II (13 gmin kościelnych)
- Superintendentura Wieleń (4 gminy kościelne)
- Superintendentura Czarnków (8 gmin kościelnych)
- Superintendentura Gniezno (17 gmin kościelnych)
- Superintendentura Inowrocław (15 gmin kościelnych)
- Superintendentura Łobżenica (26 gmin kościelnych)
- Superintendentura Mogilno (12 gmin kościelnych)
- Superintendentura Wągrowiec (15 gmin kościelnych)
- Superintendentura Wąbrzeźno (9 gmin kościelnych)
- Superintendentura Tczew-Starogard (19 gmin kościelnych)
- Superintendentura Chełmno (14 gmin kościelnych)
- Superintendentura Chojnice (19 gmin kościelnych)
- Superintendentura Kartuzy (10 gmin kościelnych)
- Superintendentura Wejherowo (10 gmin kościelnych)
- Superintendentura Świecie (14 gmin kościelnych)
- Superintendentura Toruń (18 gmin kościelnych)
- Superintendentura Działdowo (21 gmin kościelnych)

## Kształcenie duchownych
Kandydaci na duchownych Kościoła kształceni byli głównie na uniwersytetach niemieckich, gdyż władze kościelne nie kierowały tych osób na studia na Wydziale Teologii Ewangelickiej Uniwersytetu Warszawskiego, który był miejscem kształcenia głównie dla przyszłych duchownych Kościoła Ewangelicko-Augsburskiego w RP.
W 1921 Kościół utworzył Ewangelickie Seminarium Kaznodziejskie i Szkołę Teologiczną w Poznaniu. W roku szkolnym 1930/1931 naukę pobierało tam 42 słuchaczy. Uczelnia kierowana była przez kuratorium składające się z superintendenta generalnego, przewodniczącego synodu, prawnika będącego członkiem synodu oraz dziekana wybranego przez profesorów szkoły. Pierwszym dziekanem był pastor Adolf Schneider, a po jego śmierci superintendent Richard Hildt. Od 1923 siedziba mieściła się w budynku należącym do parafii ewangelicko-unijnej św. Mateusza położonym przy ulicy Wierzbięcice 45.

## Prasa
Czołowym czasopismem Kościoła był „Posener Evangelisches Kirchenblatt”.